# Barbara Frischmuth
Barbara Frischmuth (Altaussee, Salzkammergut, 5 de julio de 1941-30 de marzo de 2025) fue una escritora, poeta y traductora austríaca. 
Fue miembro del Grupo Grazer (la asamblea de autores de Graz), junto con Peter Handke.

## Vida
Nació en Altaussee, hija de María B. Schmidt y el empresario de hoteles Anton Frischmuth, que murió en Rusia durante la Segunda Guerra Mundial. Después de la muerte del padre, su madre continuó dirigiendo el hotel hasta 1956 y se volvió a casar.
Barbara pasó su infancia en Altaussee, y asistió a las escuelas secundarias de Gmunden, Bad Aussee, y posteriormente a la escuela secundaria Pestalozzi en Graz, donde  se graduó. Desde el otoño de 1959, Frischmuth estudió turco, inglés y  húngaro en la Universidad Karl Franzens del Instituto Dolmetsch . Una beca la llevó Turquía a estudiar en la Universidad Ataturk en Erzurum en 1960/61 . En 1964, Frischmuth se mudó a Viena, donde comenzó estudios turcos, estudios iraníes y estudios islámicos. 
En el otoño de 1966 abandonó la universidad y se convirtió en escritora y traductora a tiempo completo. Publicó poemas cuando todavía era estudiante y en 1962 se convirtió en miembro del llamado Grupo Graz. Participó en lecturas y entró en contacto con el Forum Stadtpark, del cual fue nombrada miembro fundador durante su tiempo en Erzurum. Además de Turquía ha realizado varias estancias académicas en diferentes países:  Hungría, Egipto, Inglaterra, China, Japón y Estados Unidos, donde dio una conferencia en el Oberlin College de Ohio y en la Universidad de Washington en St. Louis.

## Ámbito literario
Inició su actividad literaria con Die Klosterschule (The convent school, 1968), donde describió el autoritarismo de un internado católico. Posteriormente se dedicó a la novela fantástica: Das Verschwinden des Schattens in der Sonne,1973, Kai und die Liebe zu den Modellen (‘Kai y el amor por los modelos’, 1979).
En 2011 fue parte del jurado del Premio Erich Fried que obtuvo Thomas Stangl.

## Libros
- Die Klosterschule, 1968[4]
- Geschichten für Stanek, 1969
- Tage und Jahre. Sätze zur Situation, 1971
- Das Verschwinden des Schattens in der Sonne, 1973.
- Rückkehr zum vorläufigen Ausgangspunkt, 1973.
- Haschen nach Wind. Erzählungen, 1974.
- Die Mystifikationen der Sophie Silber, 1976.
- Amy oder Die Metamorphose, 1978.
- Entzug - ein Menetekel der zärtlichsten Art, 1979.
- Kai und die Liebe zu den Modellen, 1979.
- Bindungen, 1980.
- Landschaft für Engel, 1981.Avanzado

- Die Frau im Mond, 1982.
- Vom Leben des Pierrot, 1982.
- Traumgrenze, 1983.
- Kopftänzer, 1984.
- Herrin der Tiere, 1986.
- Über die Verhältnisse, 1987.
- Mörderische Märchen, 1989.
- Einander Kind, 1990.
- Mister Rosa oder Die Schwierigkeit, kein Zwerg zu sein. Spiel für einen Schauspieler, 1991.
- Traum der Literatur - Literatur des Traums, 1991.
- Wassermänner. Lesestücke aus Seen, Wüsten und Wohnzimmern, 1991.
- Hexenherz, 1994.
- Die Schrift des Freundes, 1998.
- Fingerkraut und Feenhandschuh. Ein literarisches Gartentagebuch, 1999.
- Schamanenbaum. Gedichte, 2001.
- Amy oder Die Metamorphose, 2002.
- Die Entschlüsselung, 2003.
- Der Sommer, in dem Anna verschwunden war, 2004.
- Woher wir kommen, 2012.